# Parafia Świętych Apostołów Andrzeja i Jakuba w Pawłowiczkach
Parafia Świętych Apostołów Andrzeja i Jakuba w Pawłowiczkach jest rzymskokatolicką parafią dekanatu Gościęcin diecezji opolskiej. Parafia została utworzona w 1415 roku. Prowadzą ją księża diecezjalni.